# Podochilus anguinus
Podochilus anguinus är en orkidéart som beskrevs av Rudolf Schlechter. Podochilus anguinus ingår i släktet Podochilus och familjen orkidéer. Inga underarter finns listade i Catalogue of Life.